# La Chaise (Aube)
La Chaise ist eine französische Gemeinde mit 32 Einwohnern (Stand: 1. Januar 2022) im Département Aube in der Region Grand Est. Sie gehört zum Arrondissement Bar-sur-Aube und zum gleichnamigen Kanton Bar-sur-Aube. 
Sie ist umgeben von folgenden Nachbargemeinden:
| Morvilliers  |                                             | Soulaines-Dhuys          |
| Chaumesnil   | Kompassrose, die auf Nachbargemeinden zeigt |                          |
| Petit-Mesnil |                                             | Ville-sur-Terre, Fuligny |

## Bevölkerungsentwicklung
| Jahr                      | 1962 | 1968 | 1975 | 1982 | 1990 | 1999 | 2008 | 2016 |
| ------------------------- | ---- | ---- | ---- | ---- | ---- | ---- | ---- | ---- |
| Einwohner                 | 47   | 43   | 35   | 32   | 27   | 29   | 35   | 39   |
| Quelle: Cassini und INSEE |      |      |      |      |      |      |      |      |

## Sehenswürdigkeiten

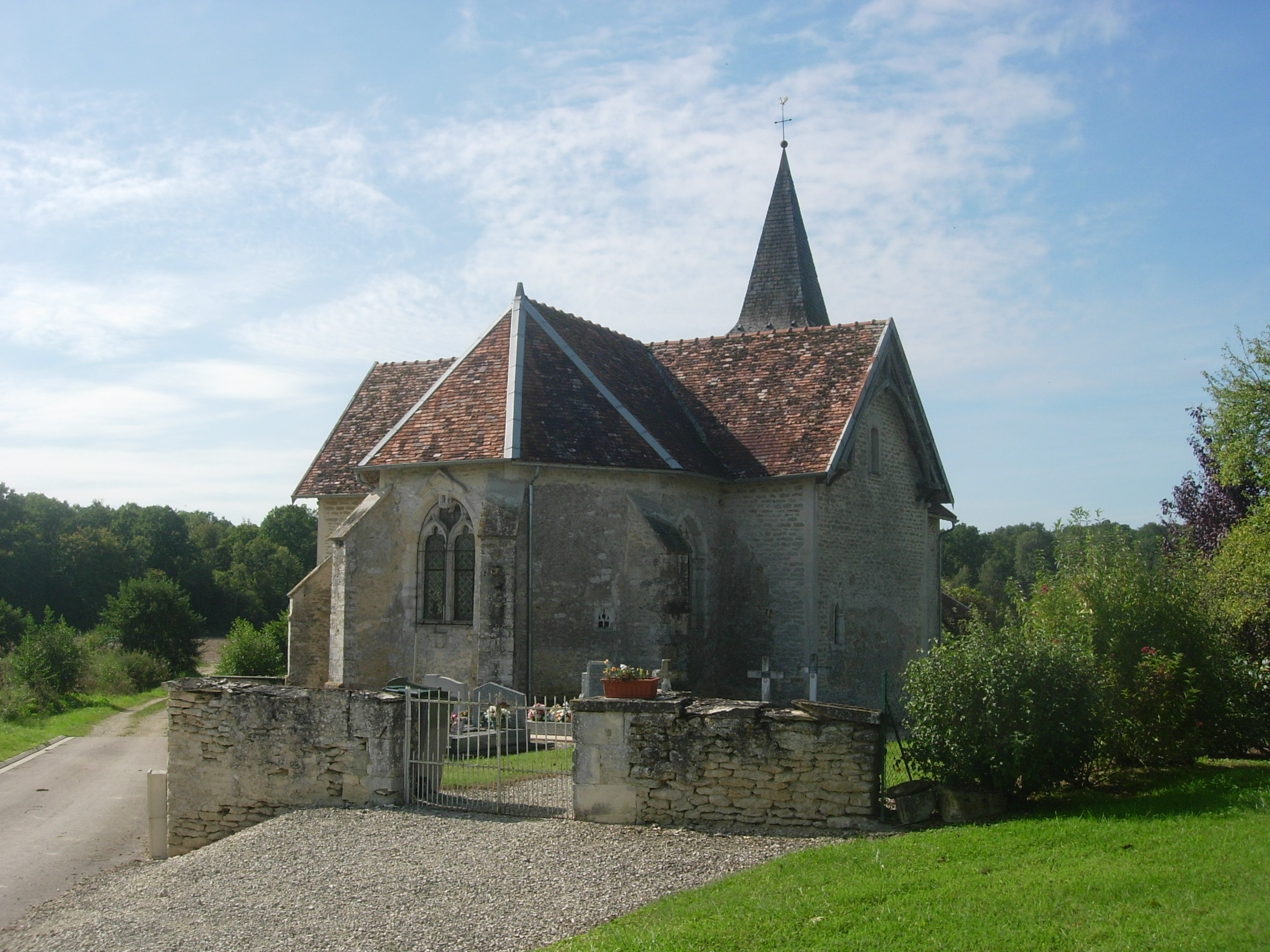
Kirche Saint-Berchaire

- Kirche Saint-Berchaire
- Schloss von La Chaise